# Richard Brake
Pour les articles homonymes, voir Brake.
Richard Brake est un acteur américain né le 30 novembre 1964 à Ystrad Mynach, Hengoed (pays de Galles).

## Filmographie
- 2005 : Batman Begins : Joe Chill
- 2005 : Doom : Portman
- 2006 : Munich : un Américain agressif
- 2006 : Le Dahlia noir : Bobby DeWitt
- 2006 : Knights of Cydonia : vidéoclip de Muse : shérif Baron Klaus Rottingham
- 2007 : Halloween : ambulancier
- 2007 : Hannibal Lecter : Les Origines du mal de Peter Webber: Enrikas Dortlich
- 2008 : Outpost : Prior
- 2009 : Halloween 2 : Gary Scott
- 2011 : De l'eau pour les éléphants (Water for Elephants) de Francis Lawrence : Grady
- 2013 : The Numbers Station
- 2013 : Thor : Le Monde des ténèbres : le capitaine des Einherjar
- 2014-2015 : Game of Thrones : le Roi de la nuit
- 2015 : Kingsman : Services secrets : un interrogateur
- 2015 : Spy : Solsa Dudaev
- 2016 : Révolte barbare (documentaire) Genseric
- 2016 : 31 : Doom Head
- 2016 : Peaky Blinders (Saison 3): Anton Kaledin
- 2017 : La Mort de Staline (The Death of Stalin) d'Armando Iannucci : Tarazov
- 2017 : Holodomor, la grande famine ukrainienne de George Mendeluk
- 2018 : Les Frères Sisters (The Sisters Brothers) de Jacques Audiard : Rex
- 2018 : Mandy de Panos Cosmatos : le Chimiste
- 2018 : Perfect Skin de Kevin Chicken : Bob
- 2019 : 3 from Hell de Rob Zombie : Winslow Foxworth Coltrane
- 2020 : Feedback : Hunter / Brennan
- 2020 : Le Rythme de la vengeance (The Rhythm Section) de Reed Morano : Lehmans
- 2020 : The Mandalorian : Valin Hess
- 2020 : Tremors: Shrieker Island : Bill
- 2021 : Bingo Hell : M. Bigs
- 2021 : Le Virtuose (The Virtuoso) de Nick Stagliano : le beau Johnnie
- 2022 : Barbare (Barbarian) de Zach Cregger : Frank
- 2022 : Offseason de Mickey Keating : l'homme du pont
- 2022 : Vesper Chronicles de Kristina Buožytė et Bruno Samper : Darius
- 2022 : The Munsters de Rob Zombie : Dr Henry Augustus Wolfgang
- 2022 : RIPD 2 : Le Réveil des damnés (R.I.P.D. 2: Rise of the Damned) de Paul Leyden : Otis Clairborne / Astaroth
- 2022 : The Gates de Stephen Hall : William Colcott
- 2023 : Last Stop : Yuma County (The Last Stop in Yuma County) de Francis Galluppi : Beau
- 2023 : Lore de James Bushe, Greig Johnson et Patrick Michael Ryder : Darwin
- 2023 : Hammarskjöld (en) de Per Fly : Hunter
- 2023 : Les Intrus (The Strangers: chapter 1) de Renny Harlin : le shérif Rotter

## Voix françaises
En France
| - Jérôme Pauwels dans : - Doom - Outpost - Kingsman : Services secrets - Beowulf : Retour dans les Shieldlands (série télévisée) - Mandy - Bingo Hell - Barbare - Philippe Duchesnay dans : - Spy - Hawaii 5-0 (série télévisée) | Et aussi - Luc Boulad dans Hannibal Lecter : Les Origines du mal - Christian Cloarec dans Halloween 2 - Éric Peter dans Barbarians Rising (mini-série) - Éric Marchal dans La Mort de Staline - Philippe Beautier dans Ray Donovan (série télévisée) - Gérard Darier dans 3 from Hell - Pierre-François Pistorio dans The Mandalorian (série télévisée) - Thierry Hancisse dans Vesper Chronicles |